# Gravièra de Naxos
La Gravièra de Naxos (grec moderne : Γραβιέρα Νάξου) est un fromage fabriqué dans l'île grecque de Naxos, une île de l'archipel des Cyclades. C'est un fromage appartenant à la catégorie des fromages jaunes à pâte dure.
Le mot « gravièra » vient du nom de la ville suisse de Gruyères, ce fromage appartenant à cette famille.
Il se présente sous forme d'une meule à croûte fine et sa pâte est percée de petits trous.
La gravièra de Naxos a pour particularité d'être fabriquée avec du lait de vache pasteurisé et un pourcentage de lait de brebis qui ne peut être supérieur à 20%. Elle se distingue ainsi de la Gravièra de Crète confectionnée presque exclusivement de lait de brebis. Son taux d'humidité est de 38% au maximum et sa valeur nutritive est > 400 calories pour 100 grammes.
Ce fromage, à l'arôme délicat et légèrement piquant, bénéficie d'une AOP depuis 1996.
La gravièra de Naxos se déguste nature mais entre aussi dans la composition de nombreuses recettes grecques.

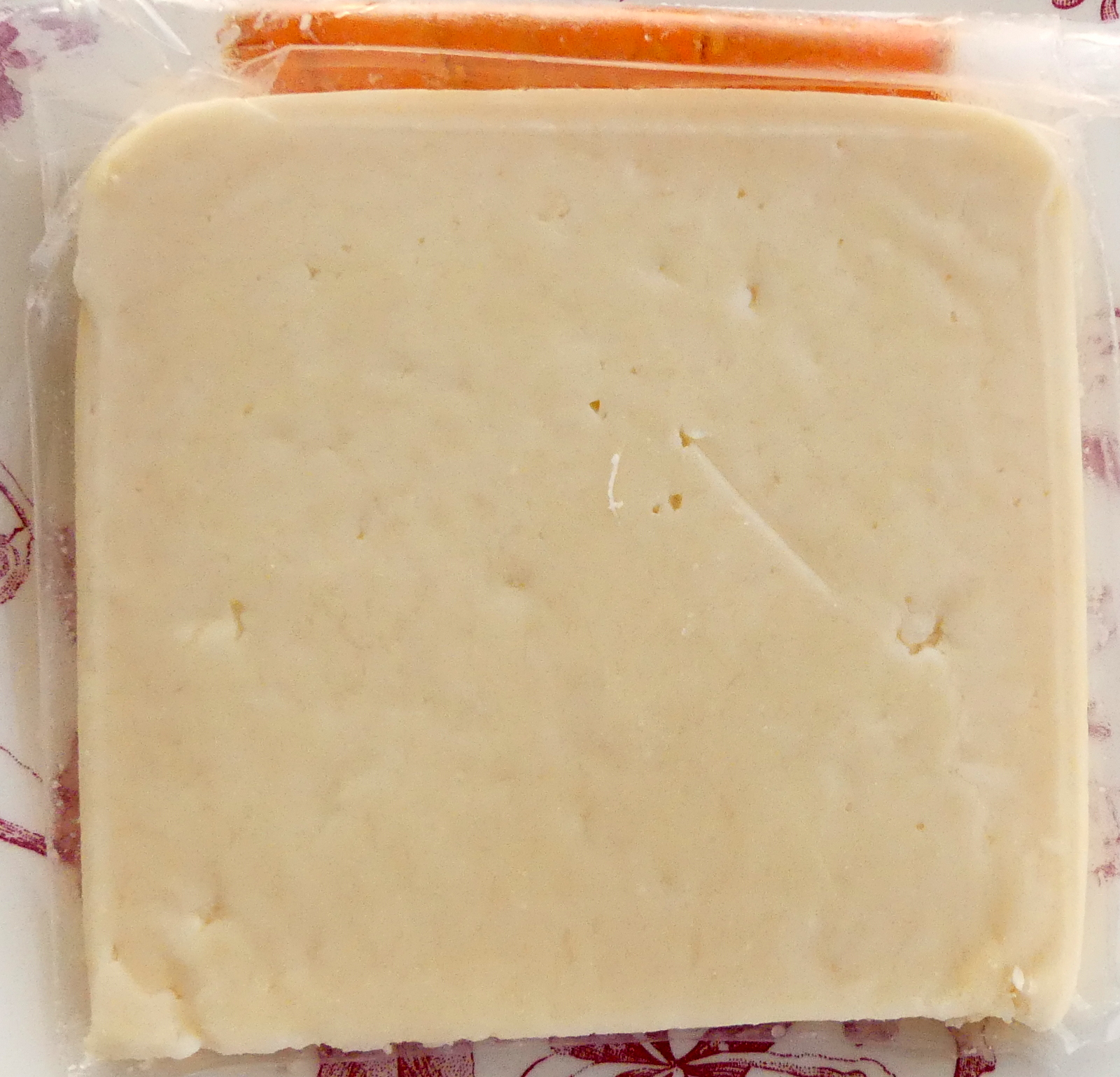